# Képzelődsz…
A Képzelődsz... (If It's Only In Your Head) a Született feleségek (Desperate Housewives) című amerikai filmsorozat száztizenegyedik epizódja. Az Amerikai Egyesült Államokban először az ABC (American Broadcasting Company) adó vetítette 2009. május 17-én.

## Az epizód cselekménye
Míg Katherine úgy érzi, egy álma készül beteljesülni, Mike-ot mintha hidegen hagyná közelgő esküvőjük: csak a Dave-vel pecázni induló Susanön és M. J.-n jár az esze. Az amatőr nyomozók, Mrs. McCluskey és Roberta Edie pótkulcsával betörnek Dave házába, hogy körbeszimatoljanak, de balszerencséjükre a Dave-et kereső FBI épp akkor kopogtat az ajtón. A Jacksontól és a két öreglánytól kapott információk alapján a rendőrség végre tisztán lát. Lynette úgy érzi, folyamatos rosszulléteire ismét a rák a magyarázat, így míg a család örül Tom sikeres felvételijének a főiskolára, titokban elmegy egykori onkológusához. Azonban kiderül, hogy terhes, méghozzá ikrekkel. Gabrielle-ékhez megérkezik Carlos unokahúga, Ana, akinek gazdag fiúktól kapott drága ruhái szemet szúrnak nagynénjének. Később persze a házimunkát is az elcsavart fejű Porterrel, Prestonnal és Parkerrel végezteti el, majd amikor Gabrielle leteremti, Carloshoz megy panaszkodni. Bree elmondja Karlnak, hogy Orson tud a válásról, mire az ügyvéd ráküld a férfire egy verőembert, aki megfenyegeti őt. Amikor ez Bree tudomására jut, kirúgja Karlt, aki azonban bevallja, hogy vonzódik iránta, és szenvedélyes viszonyt kezdenek. A nászútra készülő Mike a reptéren véletlenül megnézi Dave videófelvételét, amire az elborult elméjű férfi rámondta, hogy végezni akar M. J.-vel, hogy bosszút álljon Susanen, majd elrohan. A magára maradt Katherine teljesen elkeseredik, míg Mike felhívja Susant, és elmondja neki, hogy mire jött rá. A kétségbeesett Susan azonban hiába próbál elmenekülni, Dave végül is a markában tartja őt és M. J.-t is. Sátáni tervet eszel ki, hogy Susannek végig kelljen néznie a fia halálát, de saját víziói késztetik arra, hogy végül megmentse a gyermek életét. Susan, Mike és M. J. ismét úgy ölelkeznek, mint egy boldog család. Két hónappal később Mike végül megnősül... De kit vesz el?

## Mellékszereplők
- Richard Burgi – Karl Mayer
- Kathryn Joosten – Karen McCluskey
- Lily Tomlin – Roberta Simmons
- Liz Torres – Connie Solis
- Maiara Walsh – Ana Solis
- Mason Vale Cotton – M. J. Delfino
- Madison De La Garza – Juanita Solis
- Daniella Baltodano – Celia Solis
- Steve Tyler – A lelkész

## Mary Alice epizódzáró monológja
- A narrátor, Mary Alice monológja az epizód végén így hangzik (a magyar változat alapján):

"Nemrégiben esküvő volt a Széplaki presbiteriánus templomban. A lelkész a házasság természetéről beszélt. A várandóság magasztos örömeiről. A gyermeknevelés kiapadhatatlan boldogságáról. A sírig tartó hűség fontosságáról. Majd azt mondta, amit ilyen szertartások végén minden lelkész mond. „Most megcsókolhatja a menyasszonyt” A vőlegény egy pillanatra elbizonytalanodott, hogy vajon jól teszi e, amit tesz. Ekkor kondultak meg a harangok hírül adván, hogy jól tette. "

## Érdekességek
- Ez az ötödik évad záró epizódja, és egyben a negyedik évadfinálé, amely olyan nyitva hagyott kérdéssel zárul, melynek Mike áll a középpontjában. Az első évad végén nem lehetett tudni, hogy Zach Young végül lelövi-e, a második évad végén Orson Hodge elgázolta, és ott hagyta meghalni; a negyedik évad végén pedig – az  ötéves  időugrás után – Susan egy új férfihez ment haza.
- Ezt az epizódot az Amerikai Egyesült Államokban 2009. május 17-én a kétórás évadfinálé részeként vetítették, közvetlenül előtte sugározták a Bűnök és büntetések című részt.
- Ez a második Született feleségek-epizód, ami Magyarországon előbb jelent meg DVD formátumban, mint hogy sugározta volna a televízió. A teljes ötödik évad DVD-n 2010. február 17-én jelent meg, míg a TV2 csak később, március 10-én vetítette ezt a részt.

## Epizódcímek más nyelveken
- Angol: If It's Only In Your Head (Ha csak a fejedben létezik)
- Francia: Dans la peau de Dave Dash (David Dash testébe)
- Olasz: I tarli della mente (Az elme bánatai)
- Német: Showdown (Leszámolás)